# Кастильо, Педро
Хосе́ Пе́дро Касти́льо Терро́нес (исп. José Pedro Castillo Terrones; род. 19 октября 1969, Пунья, округ Такабамба, провинция Чота, регион Кахамарка, Перу) — перуанский школьный учитель, политический, государственный и профсоюзный деятель. В 2017 году получил известность как лидер общенациональной забастовки учителей.
На выборах 2021 года стал кандидатом в президенты Перу от левой партии «Свободное Перу», одержав победу во втором туре над кандидатом от правых Кейко Фухимори. Принёс присягу и вступил в должность 28 июля 2021 года. 7 декабря 2022 года был отстранён от власти решением Конгресса .

## Ранние годы жизни
Педро Кастильо родился 19 октября 1969 года в небольшом городе Пунья, в регионе Кахамарка — одного из беднейших регионов Перу. Был третьим из девяти детей в семье неграмотных крестьян — Ирено Кастильо Нуньеса и его супруги Мавилы Терронес Гевара.
Окончив начальную и среднюю школу, Кастильо поступил в Высший педагогический институт имени Октавио Матты Контрераса в провинции Кутерво, где получил степень бакалавра образования. Позже получил степень магистра по педагогической психологии в Университете Сесара Вальехо. С 1995 года работал учителем начальных классов в школе № 10465 города Пунья. Параллельно с учительской деятельностью активно занимался профсоюзной работой, став лидером Единого профсоюза работников образования Перу.
С 1980-х годов Кастильо служил в местном отряде сельских патрулей, созданных перуанскими крестьянами для защиты от боевиков «Сендеро Луминосо». За время службы заслужил репутацию честного и отзывчивого человека, а также непререкаемый авторитет среди земляков. По словам сослуживца и бывшего ученика Кастильо Нильвера Эрреры, он «всегда пытался помочь людям… Если нам нужно было построить дорогу — он был с нами, если нам нужно было выполнить какое-то задание или поручение — он был с нами, если нам приходилось помогать больному человеку, у которого не было денег — он был с нами».

## Забастовка учителей 2017 года
В 2017 году Кастильо, как руководитель профсоюза работников образования, стал одним из лидеров общенациональной забастовки учителей. Целями забастовки были объявлены повышение зарплаты и выплата задолженностей по ней, а также увеличение государственных расходов на образование. Вскоре забастовка охватила весь юг Перу.
В этих условиях власти были вынуждены пойти на переговоры с бастующими: в них участвовали министр образования Перу Марилу Мартенс, премьер-министр Фернандо Савала, 25 губернаторов регионов, а также власти столицы страны — города Лимы. Президент Педро Пабло Кучински предложил себя в качестве посредника, пригласив делегатов учителей встретиться с ним во Дворце правительства. По итогам переговоров между властью и лидерами бастующих (кроме Кастильо) было достигнуто временное соглашение о размере заработной платы. В связи с тем, что президент отказался проводить переговоры с Кастильо, забастовка продолжилась с новой силой: учителя со всех регионов Перу прибыли в Лиму, где провели серию митингов.
24 августа 2017 года вышло постановление правительства, согласно которому перуанские педагоги получали ряд новых льгот. Одновременно правительство предупредило о том, что, если бастующие не вернутся на работу 28 августа, то Министерство образования будет вынуждено их уволить.
2 сентября 2017 года Кастильо объявил о приостановлении забастовки в связи с достижением её основных целей и готовностью правительства к диалогу.

## Политическая карьера
В 2002 году Кастильо стал кандидатом от левоцентристской партии «Возможное Перу» на выборах мэра города Ангия, однако уступил победу другому кандидату. С 2005 года он возглавлял отделение партии «Возможное Перу» в Кахамарке, покинув этот пост в 2017 году в связи с самороспуском партии.

### Президентские выборы 2021 года

#### Первый тур
В октябре 2020 года Кастильо официально объявил о выдвижении своей кандидатуры на пост президента на всеобщих выборах 2021 года от партии «Свободное Перу». 6 декабря 2020 года его кандидатура была зарегистрирована Национальным избирательным жюри. Кандидатом на пост первого вице-президента при Кастильо стала адвокат Дина Болуарте, а кандидатом на пост второго вице-президента — лидер «Свободного Перу», бывший губернатор региона Хунин Владимир Серрон (позже дисквалифицированный по обвинению с коррупции). По словам самого Кастильо, одним из поводов для выдвижения в президенты для него стала пандемия COVID-19. Ему было крайне сложно проводить уроки в условиях самоизоляции в связи с тем, что почти никто из его учеников не имел доступа к мобильному телефону, а обещанные правительством планшеты так и не были получены школой — поэтому он решил сам способствовать решению проблемы доступности образования. Вторым поводом явилось желание бороться с одной из главных проблем перуанского общества — коррупцией.
Во время предвыборной кампании Кастильо заявил, что помилует этнического националиста Антауро Умалу — брата бывшего президента Ольянты Умалы, который был приговорён к девятнадцати годам лишения свободы за руководство совершённым в 2005 году захватом полицейского участка в Андауайласе, в результате которого погибли четверо полицейских и один боевик. На предвыборном митинге в историческом центре Лимы Кастильо пообещал, что в случае его избрания на высший пост откажется от президентского жалования и будет по-прежнему жить на зарплату учителя, а министрам и членам Конгресса сократит зарплату наполовину. Также он заверил избирателей, что в случае его избрания граждане получат больше возможностей контролировать деятельность властей.
В первом туре президентских выборов, состоявшемся 11 апреля, Кастильо получил 2 724 752 голоса избирателей, или 18,92 % от числа действительных голосов, выйдя во второй тур вместе с кандидатом от правой партии Народная сила Кейко Фухимори, дочерью бывшего президента Альберто Фухимори, которая набрала 13,41 % голосов. Одновременно прошли выборы в Конгресс, на которых партия «Свободное Перу» получила относительное большинство — 37 мандатов из 120. Стремительный рост рейтинга Кастильо в последние недели перед выборами стал большой неожиданностью для наблюдателей. Основная причина его успеха — критика большой разницы в уровне жизни между Лимой и сельской местностью Перу, которая обеспечила ему значительную поддержку в сельских регионах.
После удивительного успеха Кастильо в первом туре выборов общий индекс S&P / BVL Peru General Index упал на 3,2 %, а стоимость перуанского соля снизилась на 1,7 %, что стало наибольшим падением с декабря 2017 года во время первого процесса импичмента Педро Пабло Кучински; за неделю до второго голосования соль продолжал демонстрировать исторические минимумы по отношению к доллару США.
Победа Кастильо в первом туре выборов вызвала положительную реакцию у левых политиков других южноамериканских стран. Президент Боливии в 2006—2019 годах Эво Моралес поздравил Кастильо с победой, заявив, что до голосования общался с ним по телефону. Президент Уругвая в 2010—2015 годах Хосе Мухика поздравил Кастильо видеозвонком в Facebook, пожелав ему «не впадать в авторитаризм».

#### Второй тур
После успеха Кастильо в первом туре ведущие национальные и мировые СМИ начали делать предположения относительно того, каким может оказаться возможное правление Кастильо для Перу. Так Associated Press и The Economist отметили, что в случае победы кандидату от «Свободного Перу» придётся столкнуться с сопротивлением Конгресса, в котором, по итогам выборов 2021 года, ни одна из партий не имеет устойчивого большинства. 2 июня 2021 года Financial Times предположила, что стиль правления Кастильо будет больше всего похож на стиль Эво Моралеса в Боливии.

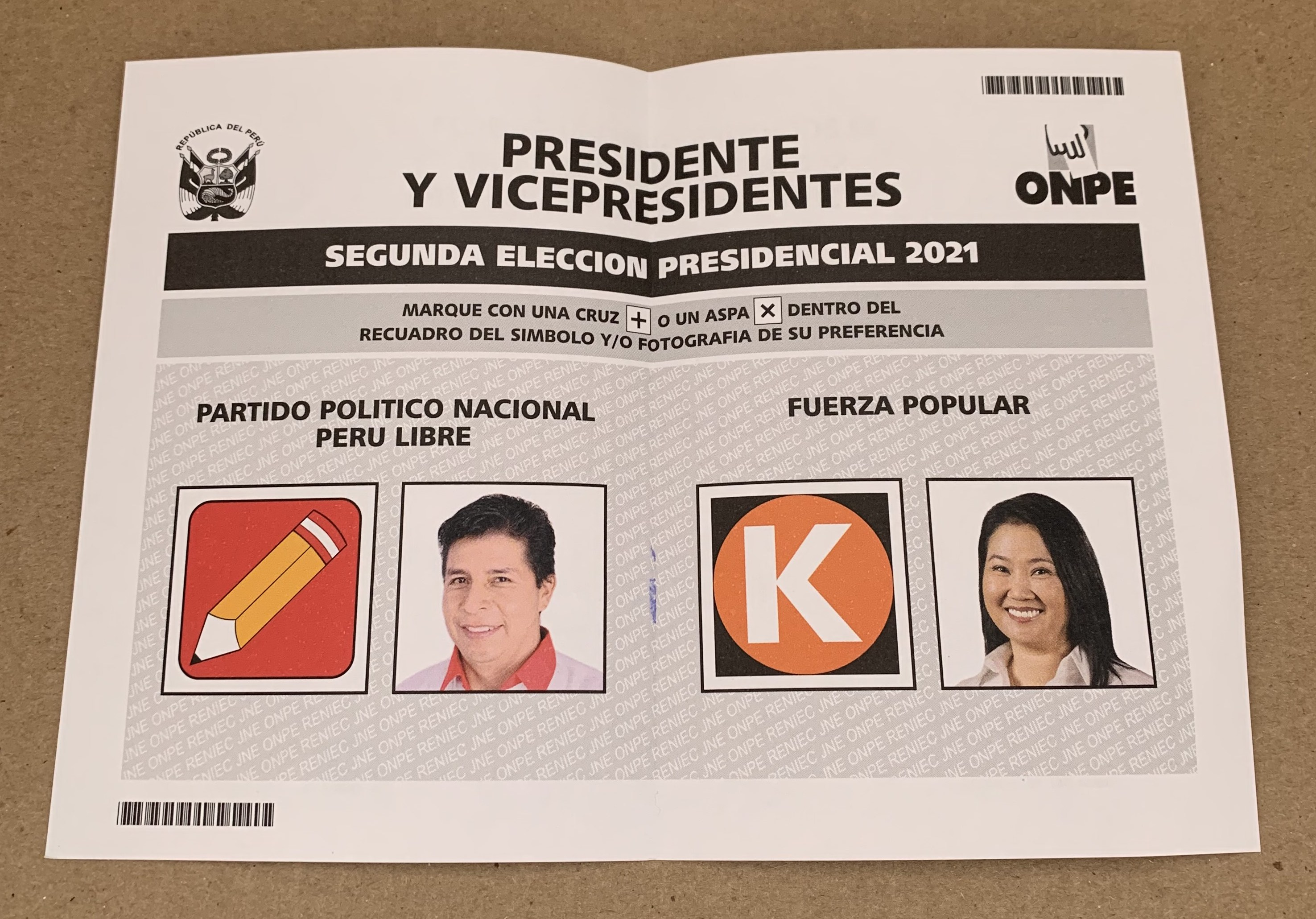
Бюллетень второго тура президентских выборов в Перу 2021 года

После своей победы в первом туре Кастильо призвал к диалогу с другими политическими силами Перу, включая профсоюзы и «Ронда Кампесинас», для создания широкой левой коалиции с целью недопущения прихода к власти Кейко Фухимори. В мае 2021 года Кастильо удалось заключить союз с бывшим кандидатом в президенты от левого Широкого фронта Вероникой Мендосой, которая публично призвала голосовать за него во втором туре.
Во время второго тура избирательной кампании Педро Кастильо неоднократно получал оскорбления и угрозы от своих противников. Так, 23 апреля 2021 года он был освистан перуанскими и венесуэльскими торговцами в Лиме, которые кричали ему «Мы тебя не любим» (исп. no te queremos) и «Убирайся вместе с Мадуро» (исп. ándate con Maduro) Несколько дней спустя аналогичный инцидент произошёл в городе Трухильо. 29 апреля руководство «Свободного Перу» сообщило, что Кастильо получал анонимные угрозы убийства. В мае 2021 года правый политик Рафаэль Лопес Алиага, занявший третье место на президентских выборах, выступил на митинге противников Кастильо со словами «Смерть коммунизму! Смерть Серрону! Смерть Кастильо!».
18 мая Кастильо представил техническую группу по координации его возможного правительства, в которую вошли юристы Дина Болуарте (кандидат на пост первого вице-президента), Рикардо Лопес Риссо и Хулиан Паласин, социолог Анаи Дюран, экономист и бывший конгрессмен Хуан Пари, врач Эрнандо Севальос, экономисты Селеста Росас Муньос, Андрес Аленкаср и Роландо Вела, физики-ядерщики Модесто Монтойя и Роландо Паукар, лингвист Нила Вихиль, эпидемиолог Антонио Киспе, учителя Карлос Галлардо Гомес и Марко Раиланко, а также бывший верховный прокурор Авелино Гильен. Кастильо объявил также о включении в данную группу ветеринара Маноло Фернандеса, однако последний опроверг данную информацию.
16 июня стало известно, что Педро Кастильо стал лидером на президентских выборах в Перу. Он набрал 50,1 % голосов и опередил соперницу на 0,25 %. За Кастильо проголосовали 8,8 млн избирателей. Представительница партии «Народная сила» дочь экс-президента Альберто Фухимори Кейко Фухимори набрала около 49,9 % голосов. Она отстала от лидера примерно на 44 тыс. голосов.

## Политические позиции
Мы боролись против терроризма, и мы продолжим это делать. ... Мы будем защищать конституционные права страны — это не чавизм и не коммунизм...
Аналитики характеризуют Педро Кастильо как аграриста, популиста и крайнего левого социалиста.
Несмотря на это, сам Кастильо не относит себя к крайне левым и отмежевывается от крайне левого руководства своей партии, заявляя, что «тот, кто будет править (страной) — это я (а не „Свободное Перу“)» и что при его правительстве в Перу «не будет коммунизма». Профессор политологии Папского католического университета Перу Фарид Каххат также отмечает, что связи Кастильо со «Свободным Перу» и её лидером Владимиром Серроном весьма ограничены, и что Кастильо «более консервативен, чем предполагают идеалы „Свободного Перу“».
Одной из основных причин подобного самопозиционирования является прагматизм Кастильо и его стремление к приемлемости его кандидатуры не только для сторонников левых идей, но и для всех перуанцев. Так The Economist пишет, что Кастильо «сочетает радикальную риторику с прагматизмом», отметив, что будучи профсоюзным активистом он успешно работал как с левыми, так и с правыми группами, включая Народную силу Кейко Фухимори. Продвигая левые ценности в отношении государственных расходов и внешней политики, он придерживается более правых взглядов в социальных вопросах, прямо выражая неприятие легализации абортов, однополых браков и эвтаназии, а также «гендерного равенства в образовании».

### Экономика

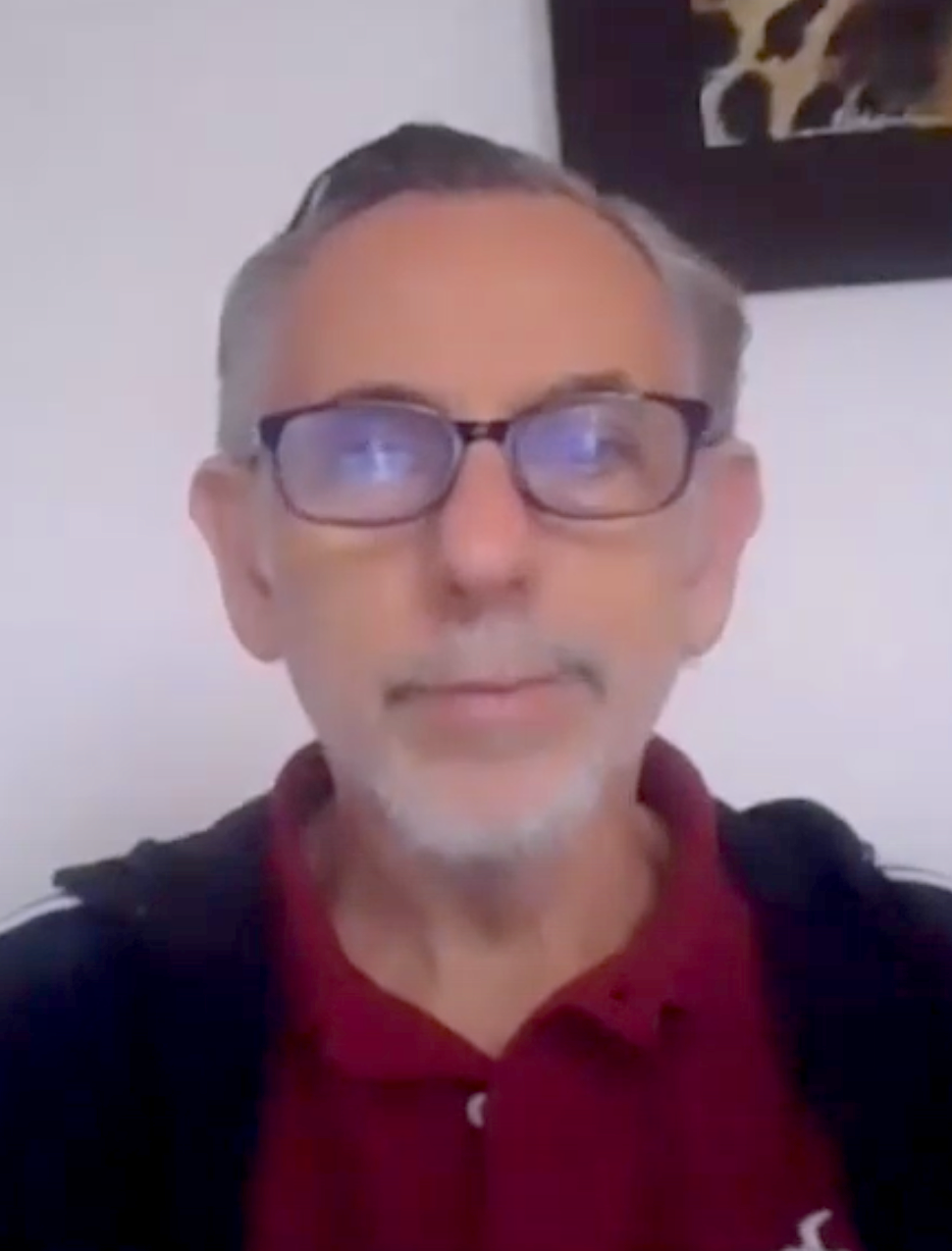
Педро Франке, бывший экономист Всемирного банка и Центрального резервного банка Перу, главный советник Кастильо по экономике

Экономическая политика Кастильо была разработана им в сотрудничестве с Вероникой Мендосой, с привлечением экономистов из левой партии Новое Перу. Главным экономическим советником кандидата в президенты стал экономист Педро Франке, бывший сотрудник Всемирного банка и Центрального резервного банка Перу. По мнению Кастильо, в будущем в Перу должна быть установлена смешанная экономика.
В речи, обращенной к иностранному бизнесу, Кастильо пообещал, что он не будет национализировать иностранные компании в Перу, одновременно заявив, что не поддерживает крайне левых сторонников национализации в «Свободном Перу». Некоторые из его основных экономических предложений заключаются в регулировании монополий и олигополий с целью создания смешанной экономики и пересмотра налоговых льгот для крупных предприятий. Кастильо сделал заявления в поддержку усиления госрегулирования, прямо критикуя чилийские компании Saga Falabella и LATAM Airlines Group. Он выступает за создание государственной национальной авиакомпании, а также за большее участие государства в экономике: в интервью CNN он заявил о том, что «70% прибыли должны оставаться для страны, а они (частные компании) должны получать 30 %, а не наоборот, как сегодня». По словам Фарида Каххата, Кастильо здесь имел в виду введение в Перу налога на сверхприбыль.
Ещё одно важное предложение Кастильо — увеличение государственных расходов на образование и здравоохранение до уровня не менее 10 % ВВП Перу; при этом он не поясняет, откуда именно будут браться деньги на финансирование указанных отраслей, учитывая то, что действующий государственный бюджет Перу составляет 14 % ВВП страны. Также Кастильо выступает за обеспечение доступа в Интернет всем перуанцам.
Кастильо заявил о том, что поддерживает добычу полезных ископаемых на всей территории Перу «там, где это позволяют природа и население», и что он приветствует международные инвестиции в эти проекты. В рамках проведения аграрной реформы он предложил снизить зависимость Перу от импорта сельскохозяйственных товаров и стимулировать использование местных пищевых продуктов вместо того, чтобы стимулировать производство товаров исключительно на экспорт.

### Внутренняя политика
Главный тезис избирательной кампании Кастильо в области внутренней политики — избрание Учредительного собрания для написания новой конституции. Действующая конституция, унаследованная от режима Альберто Фухимори, по мнению кандидата от «Свободного Перу» «служит для защиты коррупции на макроуровне». При этом он подчеркнул, что в процессе конституционной реформы будет уважать верховенство права и вынесет вопрос об избрании Учредительного собрания на референдум. Для проведения референдума Кастильо потребовалось бы одобрение большинства депутатов Конгресса, что маловероятно, учитывая отсутствие в нём стабильного большинства у «Свободного Перу».
Другая реформа, предлагаемая Кастильо — создание проправительственных военизированных организаций, аналогичных «Ронда Кампесинас» для борьбы с терроризмом, а также активное обучение молодёжи основам военного дела. Он призвал Перу выйти из Американской конвенции о правах человека и восстановить в стране смертную казнь, а также установить более строгую цензуру СМИ.
По словам Кастильо, вопрос права женщин абортов и прав ЛГБТ в Перу «не являются приоритетными». Хавьер Пуэнте, доцент латиноамериканских исследований Колледжа Смит охарактеризовал описанный Кастильо идеал «социалистической женщины» как «глубоко патриархальный, гендерно-нормативный взгляд на общество, замаскированный под, казалось бы, освобождающим языком», отметив, что остальная часть его программы вообще не содержит каких-либо упоминаний об ЛГБТ и других меньшинствах в Перу.
6 октября 2021 Педро Кастильо привел к присяге новый состав правительства республики во главе с Миртой Васкес.

### Внешняя политика
Педро Кастильо поддерживает правительство Николаса Мадуро в Венесуэле, называя его «демократическим правительством», однако позволяет себе и его критику. После победы в первом туре президентских выборов он заявил, что в современной Венесуэле «нет чавизма», а президенту Мадуро посоветовал, «сначала решить свои внутренние проблемы, прежде чем что-то говорить о Перу». Также он призвал Мадуро забрать венесуэльских беженцев обратно на родину, заявив, что венесуэльцы прибыли в Перу «для совершения преступлений» и что он даст венесуэльцам, совершающим преступления, семьдесят два часа на то, чтобы покинуть Перу.

## Критика и попытки импичмента
В 2017 году министр внутренних дел Перу Карлос Басомбрио Иглесиас заявил о том, что Кастильо (на тот момент — лидер забастовки учителей) якобы был связан с Сендеро Луминосо. Аналогичные обвинения высказывала также газета Peru.21. Кастильо в ответ отрицал причастность к этой группировке, заявив, что «если бы в школах и были учителя, связанные с Сендеро Луминосо, то ответственность за это несёт Министерство образования, которое их нанимало». Он также заявил: «когда ты выходишь просить соблюдения своих прав, они говорят, что ты террорист, … Я знаю эту страну, и они не смогут меня заткнуть … Террористы — это голод и нищета, безразличие, неравенство, несправедливость». Большинство крупных СМИ, в частности The Guardian и Associated Press, также заявило о непричастности Кастильо к деятельности перуанских левых радикалов, а The Economist подчеркнул его многолетнюю службу в рядах ополчения, воюющего с «Сендеро Луминосо», а также проявленную во время учительской забастовки готовность к сотрудничеству с правыми.
В 2021 году бывший депутат Конгресса от Народной силы Йени Вилкатома подала на Кастильо жалобу в прокуратуру в связи с указанием последним ложных сведений о своём имуществе: по данным Вилкатомы, Кастильо являлся владельцем компании «Consorcio Chotano de Inversionistas Emprendedores JOP S.A.C» и не указал это в декларации. В случае если бы прокуратура подтвердила сокрытие данных о владении компанией, Кастильо могли бы снять с выборов. Однако его соперница Кейко Фухимори дистанцировалась от Вилкатомы и осудила её, заявив что не заинтересована в дисквалификации Кастильо и намерена победить его на честных выборах. Сам Кастильо попытался оправдаться, заявив что не указал компанию в декларации, потому что фактически она не функционировала.
Кастильо обвиняли в коррупции и назначении на государственные должности лояльных лиц без необходимой квалификации.
В декабре 2021 года депутаты Конгресса первый раз попытались запустить процедуру импичмента президента, но не набрали достаточного количества голосов, потом была вторая неудачная попытка импичмента в марте 2022 года.

## Отстранение от власти
7 декабря 2022 года, после того, как парламентарии в третий раз вынесли на рассмотрение обсуждение возможности отстранения его от власти в связи с обвинениями в коррупции, Кастильо объявил о роспуске Конгресса страны. В ответ Конгресс проголосовал за отстранение Кастильо от власти (101 — за, 6 — против, 10 воздержались). В ходе попытки укрыться в посольстве Мексики Кастильо был арестован. Власть перешла к вице-президенту Дине Болуарте.

## Личная жизнь
По вероисповеданию Педро Кастильо — католик. Его супруга, Лилия Паредес — также учительница, по вероисповеданию является евангельской христианкой, как и двое их детей. Семья Кастильо проживает на ферме в округе Чугур провинции Уальгайос региона Кахамарка, где выращивают коров, свиней, кукурузу и сладкий картофель.
Сестра — Мария Доралиса Кастильо Терронес.
В повседневной жизни Кастильо часто носит соломенную шляпу, пончо и сандалии из старых покрышек.

## Уголовное преследование
Педро Кастильо был арестован полицией 7 декабря 2022 года, после того как он, занимая президентский пост, анонсировал политические изменения и созвал чрезвычайное правительство. Его обвиняют в организации мятежа и превышении полномочий. 14 декабря 2022 года генеральный прокурор Перу Уриэль Теран в качестве меры пресечения заключить под стражу на полтора года Педро Кастильо.
Дина Болуарте, нынешний президент, заверила, что правительство Мексики предоставило политическое убежище семье Кастильо. 22 декабря 2022 года семья Кастильо находилась в Мексике.
В феврале 2023 года прокуратура Перу потребовала для Кастильо 36 месяцев предварительного заключения по обвинению в преступной организации, сговоре и торговле влиянием в корыстных целях.
В январе 2024 года та же прокуратура запросила для бывшего президента 34 года тюремного заключения за преступления, связанные с мятежом, злоупотреблением властью и серьёзным нарушением общественного порядка.

### Комментарии
1. ↑  Конституция Перу позволяет Конгрессу отстранять президента за «постоянную моральную недееспособность» (англ. permanent moral incapacity). По этой статье были отстранены два предшествующих президента. Для принятия решения требуется 87 голосов из 130[94].